# 愛に向って走れ
『愛に向って走れ』（あいにむかってはしれ、Eddie Macon's Run）は1983年のアメリカ合衆国の映画。ジェフ・カニュー監督の作品で、出演はカーク・ダグラスなど。ジョン・グッドマンは本作が長編映画のデビュー作となった。

## キャスト
| 役名               | 俳優                     | 日本語吹替                                                                                |
| ------------------ | ------------------------ | ----------------------------------------------------------------------------------------- |
| カール・マルザック | カーク・ダグラス         | 宮部昭夫                                                                                  |
| エディー・メイコン | ジョン・シュナイダー     | 古川登志夫                                                                                |
| ジリー・バック     | リー・パーセル           | 藤田淑子                                                                                  |
| ケイ・ポッツ       | リサ・ダンスヒース       | 太田淑子                                                                                  |
| クリス・メイコン   | リア・エアーズ           | 榊原良子                                                                                  |
| ダリル・ポッツ     | トム・ヌーナン           | 谷口節                                                                                    |
| マイク・ショーター | J・C・クイン             | 小川真司                                                                                  |
| ローガン           | ギル・ロジャース         | 中庸助                                                                                    |
| ルディー・ポッツ   | ジェイ・O・サンダース    | 小林清志                                                                                  |
| 巡査部長           | トッド・アレン           |                                                                                           |
| ヘバート           | ジョン・グッドマン       |                                                                                           |
| ナイブラック保安官 | ネスビット・ブレイスデル |                                                                                           |
| レイ・ベインズ     | マシュー・カウルズ       |                                                                                           |
| ボビー             | マシュー・ミース         | 渕崎ゆり子                                                                                |
| バーの所有者       | マーク・マーゴリス       |                                                                                           |
| バーの男           | J・T・ウォルシュ         |                                                                                           |
| バーの男           | ダン・フロレク           |                                                                                           |
| 不明 その他        | -                        | 藤本譲 細井重之 石森達幸 小島敏彦 郷里大輔 岡部政明 北川智繪 田中亮一 信沢三恵子 幹本雄之 |

- 日本語吹替：テレビ版・初回放送1986年2月21日『金曜ロードショー』

## スタッフ
- 監督・脚本・編集：ジェフ・カニュー
- 製作：ルイス・A・ストローラー
- 製作総指揮：マーティン・ブレグマン
- 原作：ジェームズ・マクレンドン
- 撮影：ジェームズ・A・コントナー
- 音楽：ノーマン・バッファロー

### 日本語版
- 翻訳：岩本令
- 調整：丹波晴道
- 効果：遠藤堯雄、桜井俊哉
- 制作：東北新社